# إسحاق الحلنقي
اسحق عثمان إبراهيم ، شاعر سوداني، وواحد من كتاب الشعر الغنائي السوداني البارزين.

## ميلاده ونشأته
ولد إسحاق الحلنقي (ويكتب أيضاً اسحق الحنلقي) في حي الختمية بمدينة كسلا في منتصف عام 1945 م، عرف بلقب الحلنقي نسبه إلى جده لأمه الذي ينتمي إلى قبيلة الحلنقة في كسلا والتي تلقي فيها أسحق تعليمه في مختلف المراحل الدراسية.
في سبعينيات القرن الماضي هاجر الشاعر الحلنقي إلى دولة الإمارات العربية المتحدة حيث عمل في بلدية مدينة العين بإمارة أبوظبي ومدينة الشارقة ، قبل أن يعود إلى السودان ويقيم في حي الدوحة بمدينة أم درمان.
عرف عن الحلنقي نشاطه الإعلامي فقد كتب في مجلة الإذاعة والتلفزيون في عمود خاص به تحت عنوان «ظلال وعبير». وكثير ما يشارك في الحلقات الإذاعية والتلفزيونية في السودان التي تتناول مواضيع الشعر والغناء والموسيقى.

## مميزات شعره
يكتب الحلنقي اشعاره الغنائية بالعامية السودانية، ويغلب على موضوعها الحب والهجرة والشوق والحنين والعودة من المهجر. وكثيراً ما تتضمن القصيدة صورا تعبيرية مشوبة بالحكمة والنصح وقد تنتهي بنهاية سعيدة أو عودة حميدة.
ومن صور شعره ما جاء في هجرة عصافير الخريف حيث يقول:
ليـه يا عصافيـر الخريف،
خضرة مـشاعـري أشيلها صيف؟
وفي قصيدة «مشِّي أمرك يا قَدَر» يقول:
همسة الذكرى اللي معاي، تبقى زاد روحي ومتاعها
و في قصيدة «مصيرك بكرة بتتعلم من الأيام» يقول:
بكرة الريد (الحب) بدون مواعيد يزورك... ياحياة عمري
وفي قصيدة «حبيت عشانك كسلا» يقول:
صوت السواقي الحاني ذكرني ماضي بعيد
وعلى الرمال آثارك طرتني ليلة عيد

## أعماله الشعرية
بدأ اسحق في نظم الشعر منذ سن مبكرة في العشرين من عمره ونشر بعض أعماله في الصحف المحلية وقد لاقى بعضها شهرة ورواجاً ومن بينها قصيدة «الأبيض ضميرك» والتي تغنى بها الفنان الطيب عبدالله يقول الحلنقي في إحدى مقابلاته الإذاعية إن أول حافز لقيه من أعماله الشعرية كان خمس جنيهات في أغنية للإذاعة السودانية في أم درمان وكان آنذاك لا يزال طالباً في المدرسة، وإن أول مطرب تغنى بقصيدة له هو الفنان السوداني الطيب عبد الله في أغنية بعنوان «الأبيض ضميرك» وقد وجدها الفنان الطيب عبد الله منشورة في مجلة الإذاعة والتلفزيون وقام بتلحينها وحققت الأغنية نجاحاً لدى المستمع السوداني.
ومن أعماله الشعرية المشهورة قصيدة غربة وشوق وفيها يقول:
جِيناكم يا حبايبنا
بعد غُربَة وشوق
نَغَالِب فيه ويَغَالِبنا
نَكتم آهة وتَظهَرْ آهة تَتًعِبنا
سَمَاع «أهلاً» من الأحباب
شروق آمال
ووصف البهجة بالكلمات مُحال يِتْقَال
حلاوة العَوْدة غَنَيناها في مَوّال

## القصائد الغنائية المنشورة
- حمام الوادى
- شالو الكلام
- هجرة عصافير الخريف
- الأبيض ضميرك
- حبيت عشانك كسلا
- بتعلم من الأيام
- جربت هواهم
- الطير الخداري
- جابتني الظروف
- أعز الناس
- عيش معاي الحب
- الحب الكبير
- عتاب القاش
- غربة وشوق
- رحلتوا بعيد نسيتونا
- ياوطني ياحبي
- كل يوم عندك حكاية
- عطشان والبحر جنبك
- شيل معاك غيم المشارق
- إنت ما أول مودع
- إنت ما آخر مفارق